# Risaia

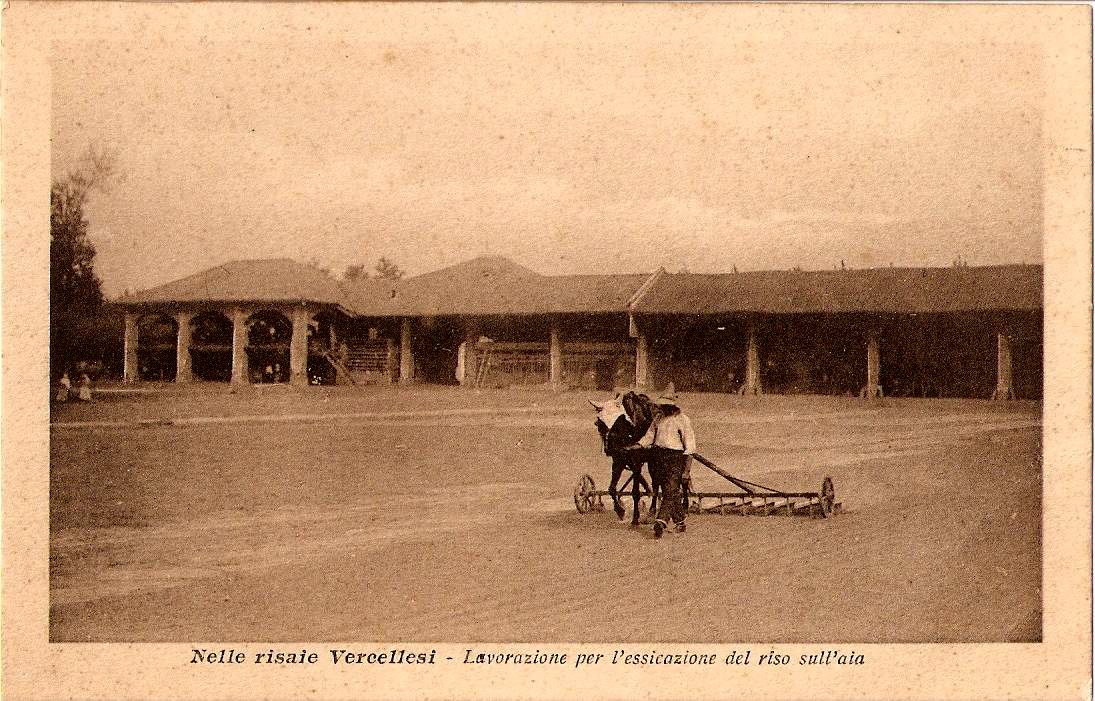
Risaie vercellesi negli anni venti, epoca dove erano largamente impiegate le mondine

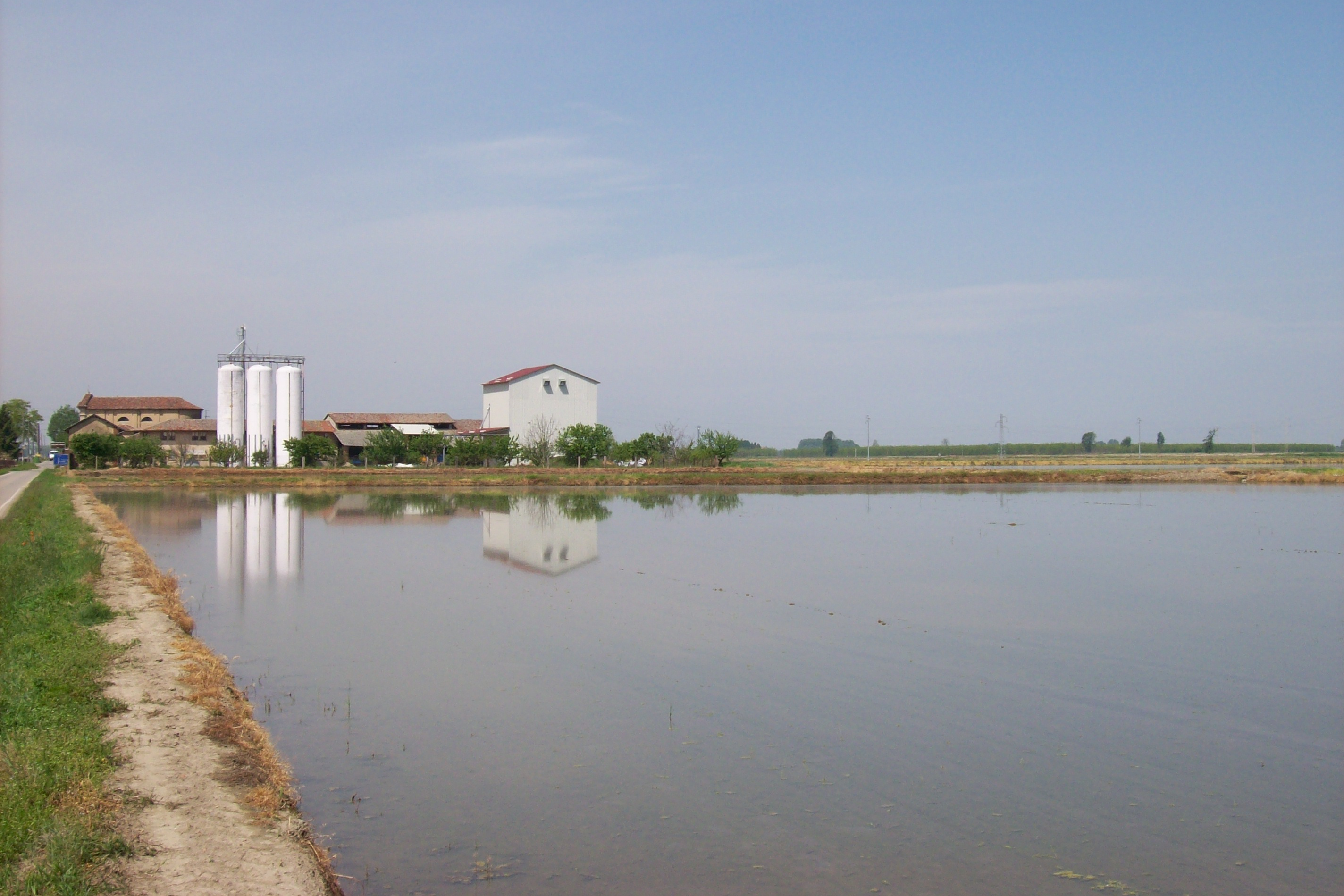
Risaia a Olevano di Lomellina (PV).

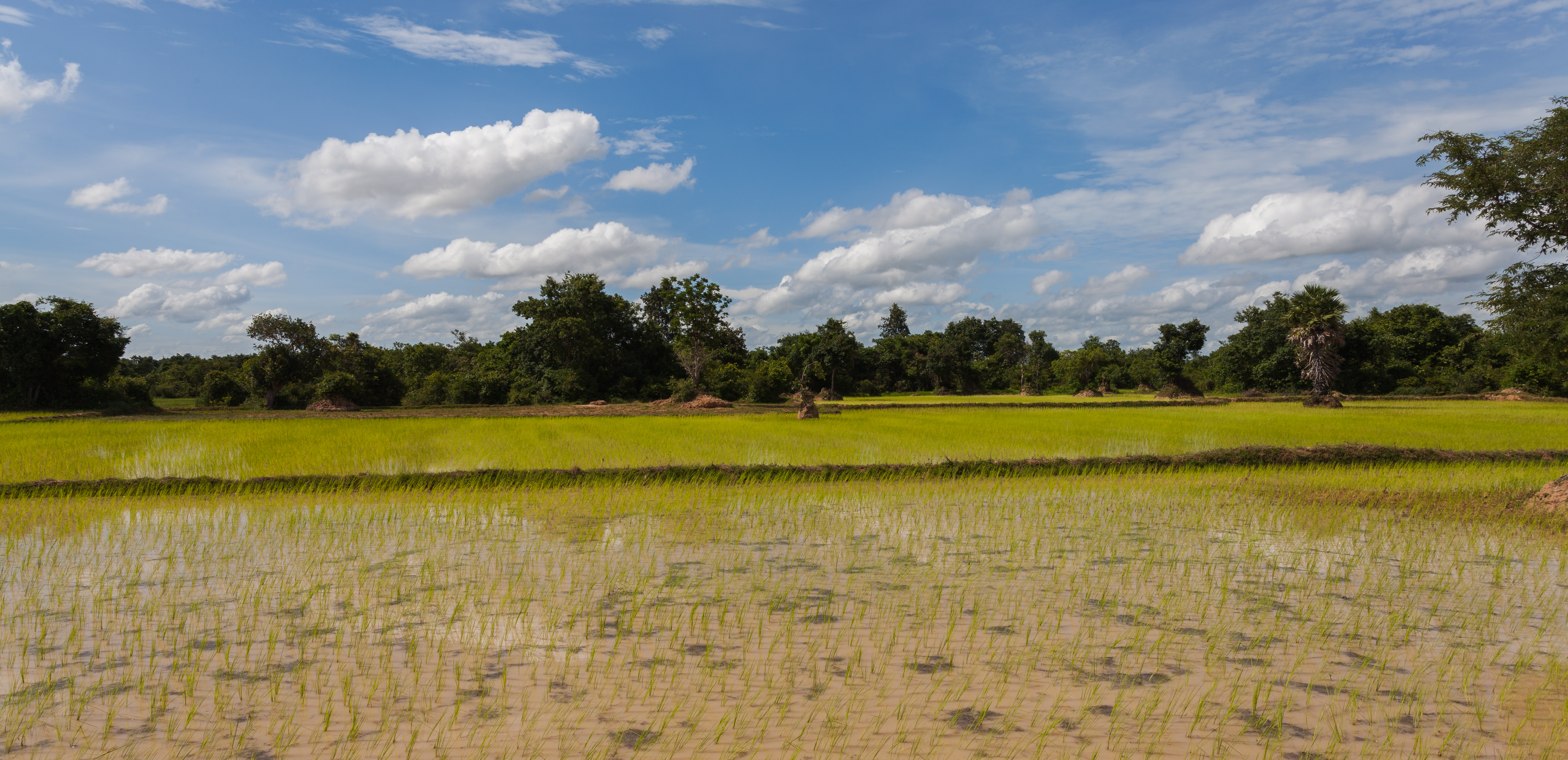
Risaia in Angkor, Cambogia.

La risaia è una sistemazione superficiale del terreno adatta alla coltivazione del riso. Le risaie sono un aspetto tipico dei territori di molti paesi dell'Asia orientale tra cui Cina, Corea, Filippine, Giappone, India, Bangladesh, Indonesia, Taiwan, Thailandia (dove è il re che apre la stagione delle risaie) e Vietnam.
I campi possono essere costruiti su pendii ripidi come terrazzamenti o adiacenti a elementi depressi o in forte pendenza come fiumi o paludi. Richiedono una grande quantità di manodopera e materiali per creare e necessitano di grandi quantità di acqua per l'irrigazione. I buoi e i bufali d'acqua, adattati alla vita nelle zone umide, sono importanti animali da lavoro ampiamente utilizzati nell'agricoltura delle risaie.

## Risaie in Italia
In Italia la coltivazione del riso è concentrata principalmente nella bassa padana e nella stretta fascia fino alle prealpi tra Lombardia e Piemonte; in particolare la provincia di Pavia (che con gli oltre 85.000 ettari destinati a risaia è la prima provincia in Italia e in Europa per la produzione di riso) e la bassa provincia di Milano in Lombardia, il Novarese e il Vercellese in Piemonte. 

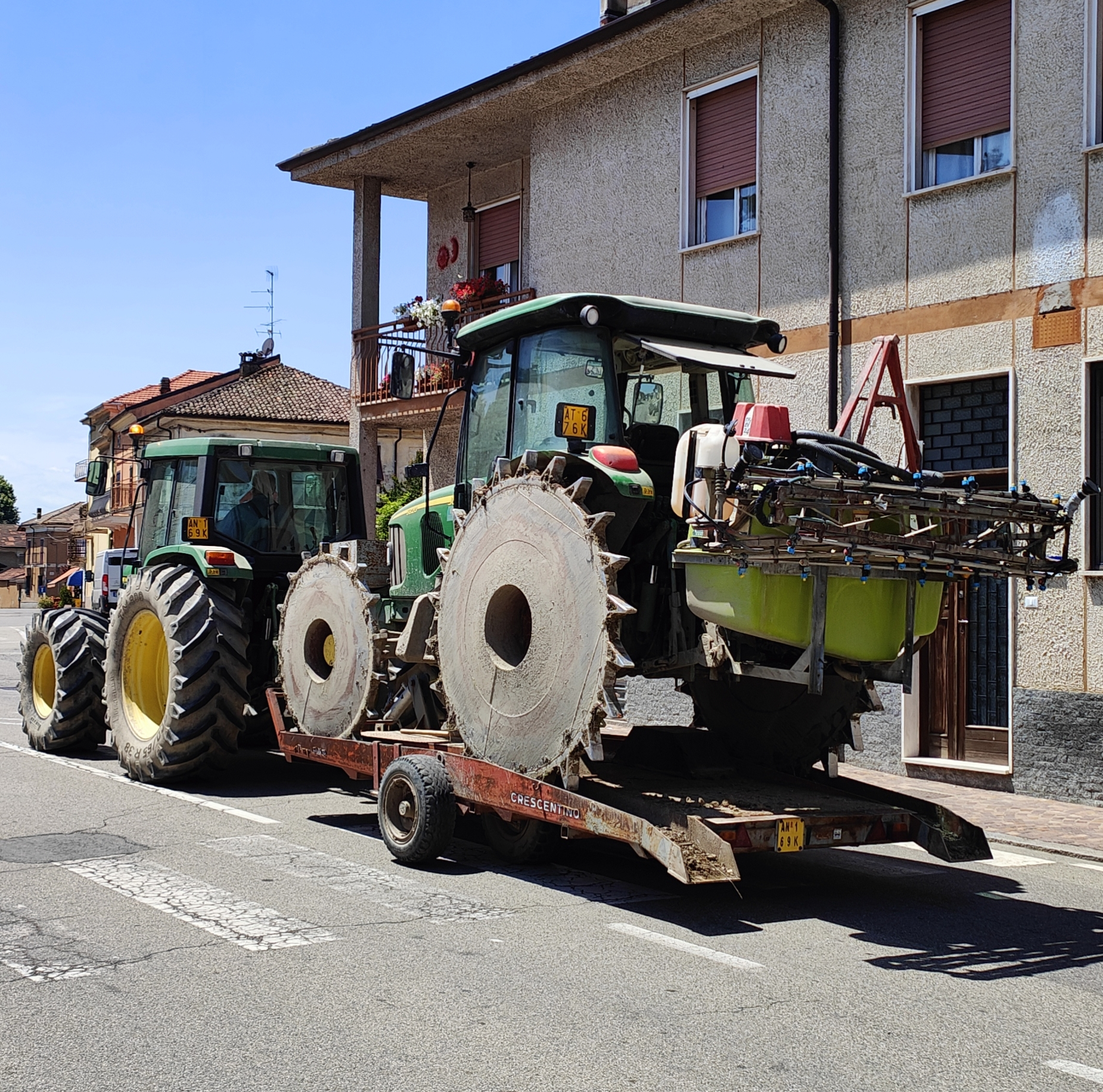
Trattore agricolo ad Asigliano con dischi di ferro da risaia. Vengono impiegati in particolari conformità al terreno, anche se la ruota gommata (o il cingolo gommato) garantisce migliore resa soprattutto meno usura al mezzo

Ancora, in Lombardia, si trovano coltivazioni di riso nel Mantovano.
Costituiscono altre zone di coltivazione del riso la pianura campidanese, vicino a Oristano in Sardegna, nonché la provincia di Verona e il Polesine nel Veneto e la provincia di Ferrara nell'Emilia-Romagna.
Per il XVIII secolo e fin oltre la metà dell'Ottocento il riso era coltivato in quasi tutte le pianure fluviali della Sicilia e i centri di produzione erano gli attuali Lentini; la Piana di Catania; i territori del Simeto tra Centuripe, Adrano e Paternò; Calatabiano; Vittoria e Bivona. Altre zone di produzione estinte erano localizzate nella bassa pianura bolognese e nella bassa ferrarese, dove le zone di maggior produzione erano tra Molinella e Argenta e nelle Valli del Mezzano.
La zona delle risaie dal punto di vista naturalistico era importantissima perché ospitava buona parte della popolazione europea di aironi, concentrati in aree di nidificazione denominate garzaia. Negli ultimi anni, in seguito alla modifica della tecnica di gestione del ciclo dell'acqua e la diffusione delle "risaie in asciutta", il valore naturalistico delle risaie è notevolmente diminuito a causa di squilibri ecologici tra i quali la proliferazione enorme di zanzare.

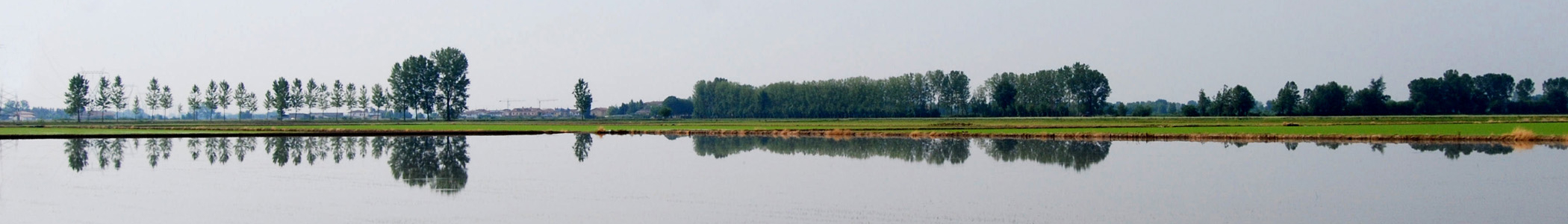
Risaie in provincia di Mantova

## Storia

### Neolitico della Cina meridionale

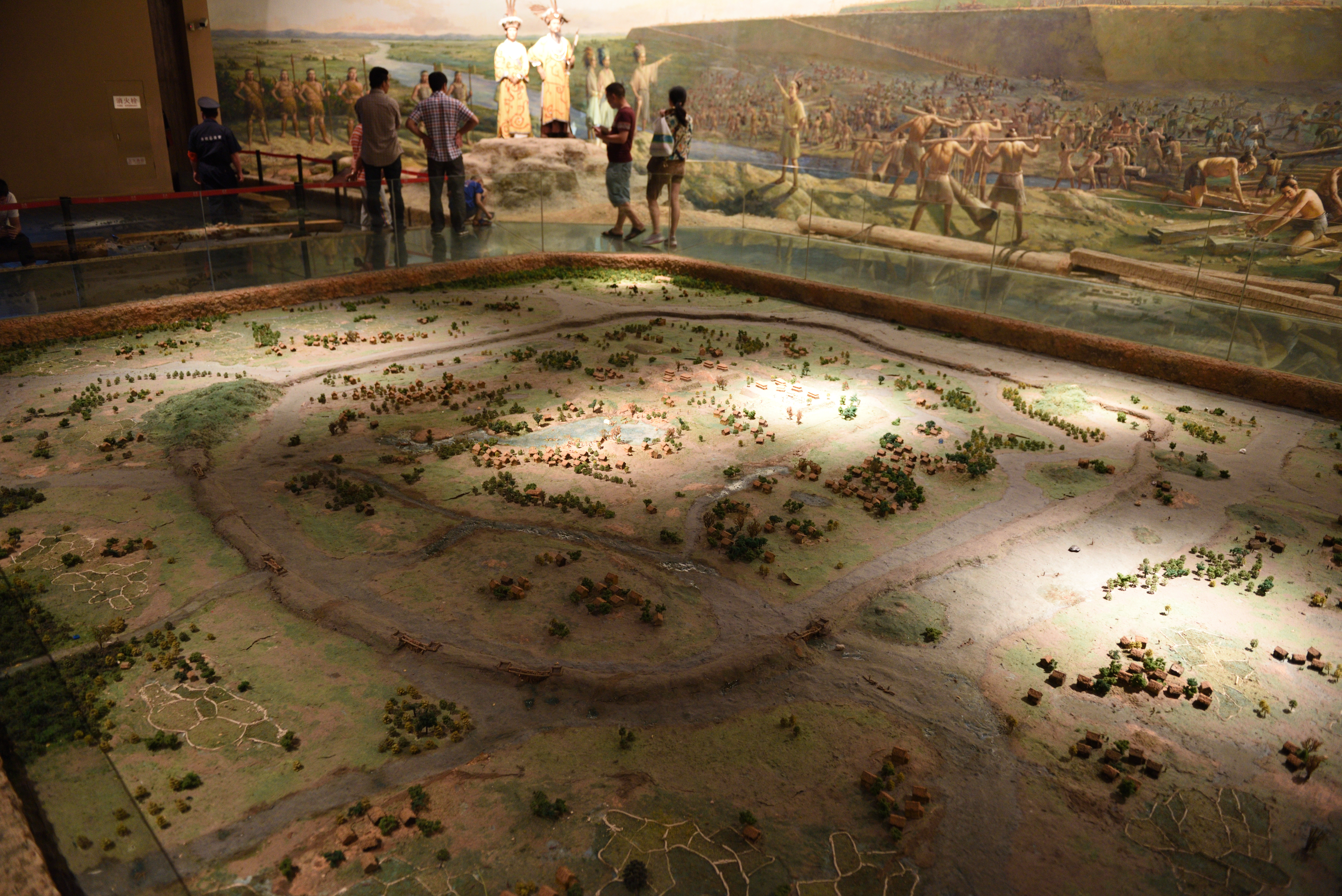
Modello di un'antica città della cultura Liangzhu (3400-2250 a.C.) circondata da un fossato con risaie.

Le prove genetiche mostrano che tutte le forme di riso, comprese sia indidei pre-austronesiani e forse anche dei Kra-Dai, e associato alle culture Kuahuqiao, Hemudu, Majiabang, Songze, Liangzhu e Maquiao. Il secondo si trova nel mezzo del fiume Yangtze, ritenuto la patria dei primi parlanti Hmong-Mien e associato ai Pengtoushan, Nanmuyuan, Liulinxi, Daxi, Qujialing, e le culture Shijiahe. Entrambe queste regioni erano densamente popolate e avevano contatti commerciali regolari tra loro, c
La prima risaia ritrovata risale al 4330 a.C., sulla base della datazione al carbonio dei chicchi di riso e della materia organica del suolo rinvenuti nel sito di Chaodun a Kunshan. A Caoxieshan, un sito della cultura neolitica Majiabang, gli archeologi hanno trovato risaie. Alcuni archeologi sostengono che Caoxieshan potrebbe risalire al 4000-3000 a.C. Esistono prove archeologiche che il riso non decorticato veniva conservato per i militari e per la sepoltura con i defunti dal periodo neolitico fino alla dinastia Han in Cina.
Nel tardo Neolitico (dal 3500 al 2500 a.C.), la popolazione nei centri di coltivazione del riso era aumentata rapidamente, incentrata sulle culture Qujialing - Shijiahe e Liangzhu. C'erano anche prove di coltivazione intensiva del riso nelle risaie e di culture materiali sempre più sofisticate in queste due regioni. Il numero degli insediamenti tra le culture dello Yangtze e le loro dimensioni aumentarono, portando alcuni archeologi a caratterizzarli come veri e propri stati, con strutture socio-politiche chiaramente avanzate. Tuttavia, non è noto se avessero un controllo centralizzato.
Nel Neolitico terminale (dal 2500 al 2000 a.C.), Shijiahe si ridusse di dimensioni e Liangzhu scomparve del tutto. Si ritiene in gran parte che questo sia il risultato dell'espansione verso sud della prima cultura sino-tibetana Longshan. Fortificazioni come le mura (così come gli estesi fossati nelle città di Liangzhu) sono caratteristiche comuni negli insediamenti durante questo periodo, indicando un conflitto diffuso. Questo periodo coincide anche con lo spostamento verso sud delle culture di coltivazione del riso in direzione delle regioni del Lingnan e del Fujian, così come con le migrazioni verso sud dei popoli di lingua austronesiana, Kra-Dai e austroasiatica in direzione del sud-est asiatico continentale e il sud-est asiatico insulare.

### Espansione austronesiana

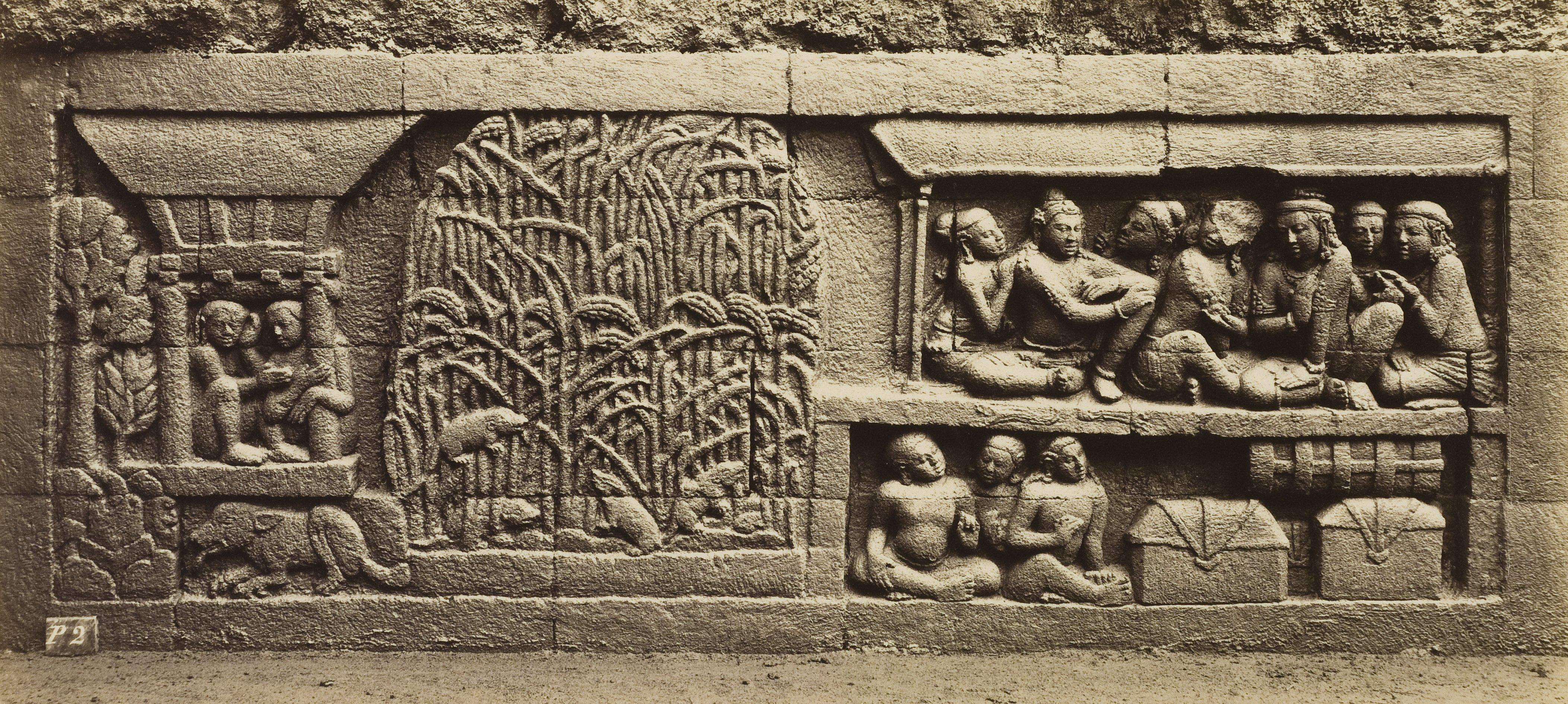
Il bassorilievo di Karmawibhanga di Borobudur del IX secolo descrive il granaio di riso e le piante di riso infestate dalla pestilenza dei topi. La coltivazione del riso ha una lunga storia in Indonesia.

La diffusione della coltivazione del riso japonica e dell'agricoltura delle risaie nel sud-est asiatico è iniziata con le migrazioni della cultura austronesiana Dapenkeng a Taiwan tra il 3500 e il 2000 a.C. Il sito Nanguanli a Taiwan, datato circa 2800 a.C., ha prodotto numerosi resti carbonizzati sia di riso che di miglio in condizioni impregnate d'acqua, indicando una coltivazione intensiva del riso nelle zone umide e una coltivazione del miglio nelle zone aride.
Dal 2000 al 1500 a.C. circa, iniziò l'espansione austronesiana, con i coloni di Taiwan che si spostarono a sud per migrare a Luzon nelle Filippine, portando con sé le tecnologie di coltivazione del riso. Da Luzon, gli austronesiani colonizzarono rapidamente il resto del sud-est asiatico marittimo, spostandosi verso ovest in direzione del Borneo, la penisola malese e Sumatra; e verso sud in direzione di Sulawesi e Giava. Nel 500 a.C., ci sono prove di un'agricoltura intensiva del riso nelle zone umide già stabilita a Giava e Bali, soprattutto vicino a isole vulcaniche molto fertili.
Il riso non sopravvisse ai viaggi austronesiani nella Micronesia e nella Polinesia; tuttavia, l'agricoltura sui campi umidi fu trasferita alla coltivazione di altre colture, in particolare alla coltivazione del taro. La cultura austronesiana Lapita entrò in contatto anche con i primi agricoltori non austronesiani (Papuasi) della Nuova Guinea e introdusse loro tecniche di coltivazione delle zone umide. A loro volta, assimilarono la loro gamma di frutti e tuberi coltivati indigeni prima di diffondersi ulteriormente verso est, la Melanesia e la Polinesia.
L'agricoltura del riso e dei campi umidi fu introdotta anche in Madagascar, nelle Comore e sulla costa dell'Africa orientale intorno al I millennio d.C. da coloni austronesiani provenienti dalle Grandi Isole della Sonda.

### Corea
Ci sono dieci risaie trovate dagli archeologi in Corea. Le due più antiche sono nei siti di Okhyun e Yaumdong, trovate a Ulsan, risalenti al primo periodo della ceramica Mumun.
In Corea l'agricoltura delle risaie risale a migliaia di anni fa. Una fossa nel sito di Daecheon-ni ha prodotto chicchi di riso carbonizzati e datteri al radiocarbonio, indicando che la coltivazione del riso in campi aridi potrebbe essere iniziata già nel periodo della ceramica del Medio Jeulmun (3500–2000 a.C. circa) nella penisola coreana. Antiche risaie sono state portate alla luce in Corea da istituti come il Museo dell'Università di Kyungnam (KUM) di Masan. Gli archeologi hanno anche trovato tracce di risaie nel sito di Geumcheon-ni vicino a Miryang, nella provincia meridionale di Gyeongsang. Risaie sono state trovate inoltre accanto a una fossa datata all'ultima parte del primo periodo della ceramica di Mumun (1100–850 a.C. circa). KUM ha condotto scavi, che hanno rivelato caratteristiche di risaie datate in un periodo simile, a Yaeum-dong e Okhyeon, nell'odierna Ulsan.
Le prime strutture di Mumun erano solitamente situate in stretti canaloni bassi, che erano naturalmente paludosi e alimentati dal sistema di ruscelli locali. Alcune risaie di Mumun in zone pianeggianti erano costituite da una serie di quadrati e rettangoli, separati da argini alti circa 10 cm, mentre le risaie coltivate su terrazzamenti erano costituite da lunghe forme irregolari che seguivano i contorni naturali del terreno a vari livelli.
I coltivatori di riso del periodo Mumun utilizzavano tutti gli elementi presenti nelle risaie odierne, come terrazzamenti, argini, canali e piccoli bacini idrici. Possiamo cogliere alcune tecniche di coltivazione delle risaie del Medio Mumun (850–550 a.C. circa), dagli strumenti di legno ben conservati scavati nelle risaie archeologiche del sito di Majeon-ni. Tuttavia, gli strumenti di ferro per l'agricoltura nelle risaie furono introdotti solo dopo il 200 a.C. La scala spaziale delle risaie aumentò, con l'uso regolare di strumenti di ferro, nel periodo dei Tre Regni di Corea (300/400-668 d.C. circa).

### Giappone
Le prime risaie in Giappone risalgono al primo periodo Yayoi (300 a.C. – 250 d.C.). Il primo Yayoi è stato ridatato, e sulla base di studi sulle prime formazioni di risaie giapponesi nel Kyushu sembra che l'agricoltura del riso nei campi umidi in Giappone sia stata adottata direttamente dal bacino del fiume Yangtze inferiore nella Cina orientale.

## Cultura

### Cina

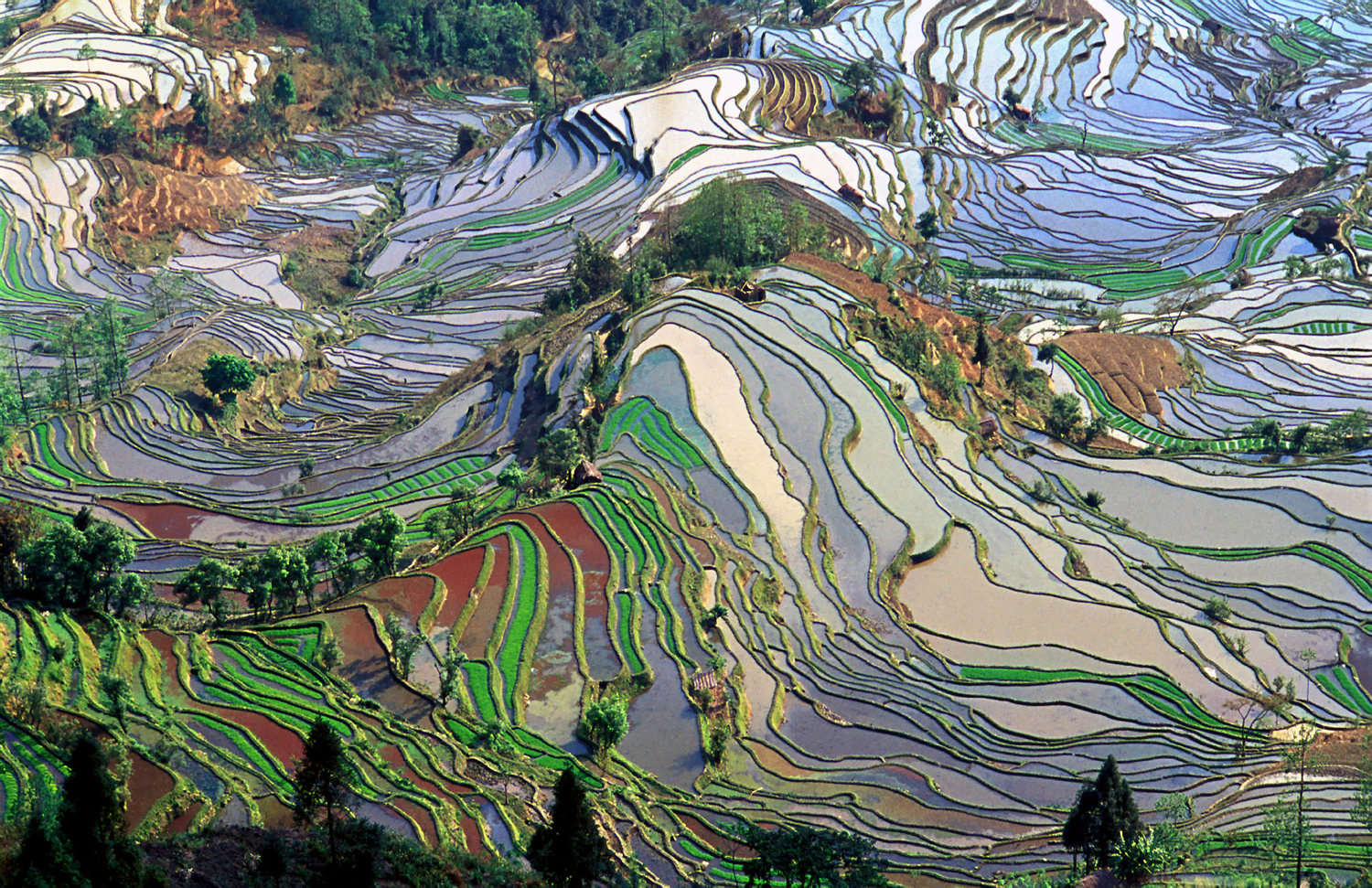
Terrazze di riso nella contea di Yuanyang, Yunnan, Cina.

Sebbene la produzione agricola della Cina sia la più grande del mondo, solo il 15% circa della sua superficie totale può essere coltivata. Circa il 75% della superficie coltivata è utilizzata per colture alimentari. Il riso è la coltura più importante della Cina, coltivato su circa il 25% della superficie sfruttata per l'agricoltura. La maggior parte del riso viene coltivato a sud del fiume Huai, nella valle dello Yangtze, nel delta dello Zhu Jiang e nelle province di Yunnan, Guizhou e Sichuan.
Sembra che il riso fosse utilizzato dalle popolazioni del Neolitico antico di Lijiacun e Yunchanyan in Cina. Prove di una possibile coltivazione del riso sono state trovate a partire da 11.500 fa circa, tuttavia è ancora in dubbio se il riso fosse effettivamente coltivato o invece raccolto come riso selvatico. Bruce Smith, un archeologo della Smithsonian Institution di Washington, DC, che ha scritto sulle origini dell'agricoltura, afferma che sono aumentate le prove che lo Yangtze era probabilmente il sito della prima coltivazione del riso. Nel 1998, Crawford e Shen riferirono che la prima delle 14 datazioni AMS o al radiocarbonio sul riso di almeno nove siti del Neolitico antico e medio non è anteriore a 7000 a.C., e che il riso dei siti di Hemudu e Luojiajiao indica che è probabile la domesticazione del riso iniziò prima del 5000 a.C., ma la maggior parte dei siti in Cina da cui sono stati recuperati resti di riso risalgono a un periodo successivo.
Durante il periodo primaverile e autunnale (722–481 a.C.) si verificarono due miglioramenti rivoluzionari nella tecnologia agricola. Uno era l’uso di strumenti di ghisa e animali da soma per trainare gli aratri, e l’altro era lo sfruttamento su larga scala dei fiumi e lo sviluppo di progetti di conservazione dell’acqua. Sunshu Ao del VI secolo a.C. e Ximen Bao del V secolo a.C. sono due dei primi ingegneri idraulici cinesi e il loro lavoro si concentrava sul miglioramento dei sistemi di irrigazione. Questi sviluppi furono ampiamente diffusi durante il successivo periodo degli Stati Combattenti (403–221 a.C.), culminando nell'enorme sistema di irrigazione Du Jiang Yan progettato da Li Bing nel 256 a.C. per lo Stato di Qin nell'antico Sichuan. Durante la dinastia Jin (317–420) e le dinastie del Nord e del Sud (420–589), l'uso del territorio divenne più intensivo ed efficiente, il riso veniva coltivato due volte l'anno e il bestiame cominciò ad essere utilizzato per l'aratura e la fertilizzazione.
Intorno al 750, il 75% della popolazione cinese viveva a nord dello Yangtze, ma nel 1250 la stessa percentuale viveva a sud di esso. Una migrazione interna su larga scala è stata possibile grazie all’introduzione di ceppi di riso a maturazione rapida provenienti dal Vietnam adatti alla multi-coltura.
Le famose risaie in Cina includono le terrazze di riso Longsheng e i campi della contea di Yuanyang, nello Yunnan.

### India

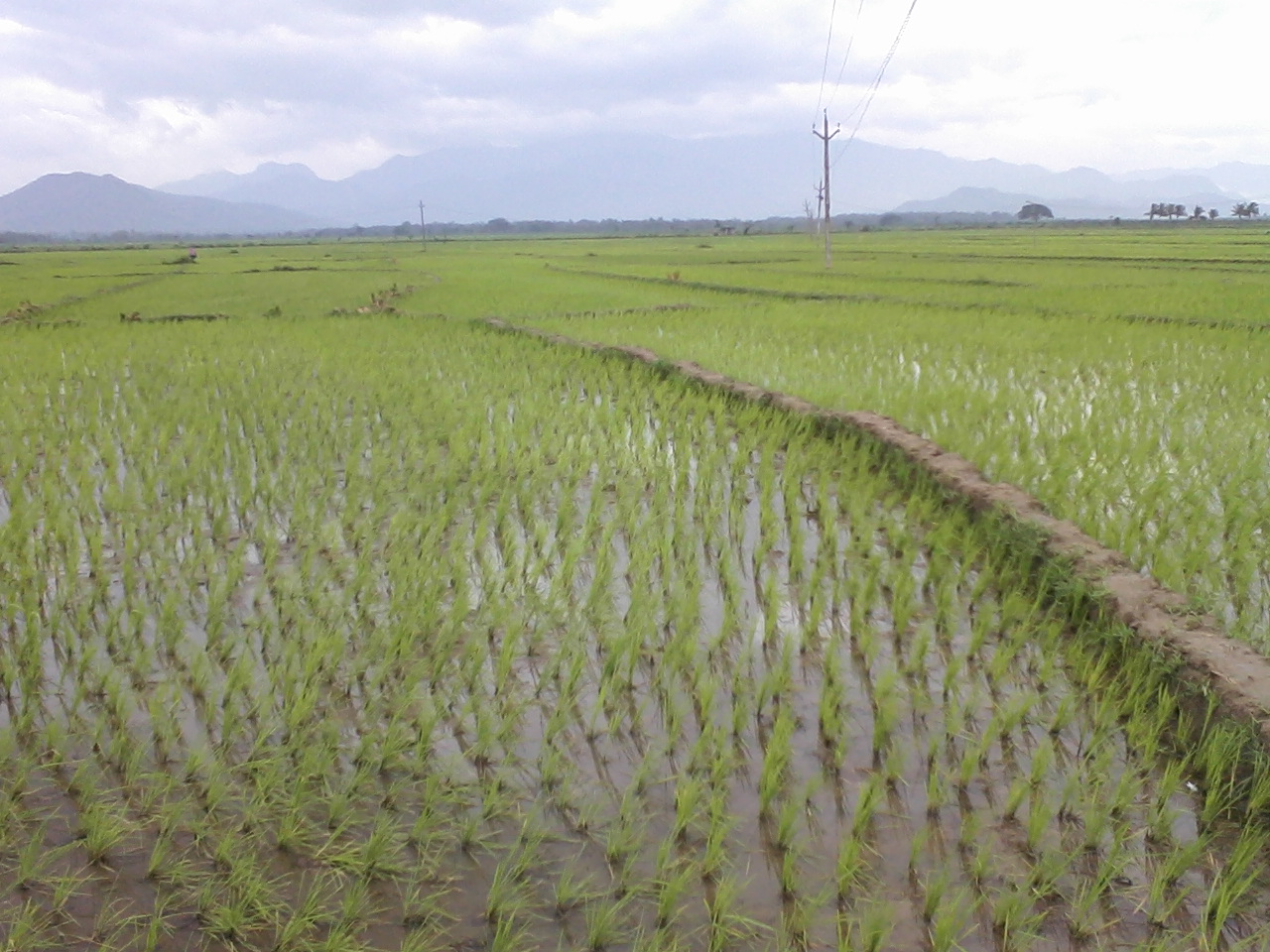
Campi di riso con piantine piantate nel villaggio di Karthalipalem, Andhra Pradesh, India.

L'India ha la più grande produzione di risaie al mondo ed è anche il più grande esportatore di riso al mondo dal 2020. In India, il Bengala occidentale è il più grande stato produttore di riso. Le risaie sono uno spettacolo comune in tutta l'India, sia nelle pianure settentrionali del Gange che negli altipiani peninsulari meridionali. Il riso viene coltivato almeno due volte l'anno nella maggior parte dell'India, le due stagioni sono conosciute rispettivamente come Rabi e Kharif. La prima coltivazione dipende dall'irrigazione, mentre la seconda dipende dal monsone. La coltivazione della risaia svolge un ruolo importante nella vita socio-culturale dell'India rurale. Molti festival regionali celebrano il raccolto, come Onam, Bihu, Thai Pongal, Makar Sankranti e Nabanna. La regione del delta del Kaveri a Thanjavur è storicamente conosciuta come la ciotola di riso del Tamil Nadu, e Kuttanadu è chiamata la ciotola di riso del Kerala. Gangavathi è conosciuta come la ciotola di riso del Karnataka.

### Indonesia
Le migliori risaie giavanesi producono circa 6 tonnellate di riso non macinato (2,5 tonnellate di riso lavorato) per ettaro. Quando l’irrigazione è disponibile, i coltivatori di riso in genere piantano le varietà di riso appartenente alla Rivoluzione verde consentendo tre stagioni di crescita all’anno. Poiché fertilizzanti e pesticidi sono fattori di produzione relativamente costosi, gli agricoltori in genere piantano i semi in un appezzamento molto piccolo. Tre settimane dopo la germinazione, gli steli lunghi 15-20 centimetri vengono raccolti e ripiantati a una distanza maggiore, con una procedura manuale massacrante.
La raccolta del riso a Giava centrale viene spesso eseguita non da proprietari o mezzadri di risaie, ma piuttosto da intermediari ambulanti, le cui piccole imprese sono specializzate nella raccolta, trasporto, macinazione e distribuzione del riso.
Il fertile terreno vulcanico di gran parte dell’arcipelago indonesiano, in particolare delle isole di Giava e Bali, ha reso il riso un alimento base della dieta. Il terreno ripido di Bali ha dato origine a complessi sistemi di irrigazione, localmente chiamati subak, per gestire lo stoccaggio e il drenaggio dell'acqua per le terrazze di riso.

### Giappone
Le condizioni acide del terreno comuni in Giappone a causa delle eruzioni vulcaniche hanno reso la risaia il metodo di coltivazione più produttivo. Le risaie sono rappresentate dal kanji 田 (comunemente letto come ta o come den) che ha avuto una forte influenza sulla cultura giapponese. Infatti il carattere 田, che originariamente significava 'campo' in generale, viene utilizzato in Giappone esclusivamente per riferirsi alle risaie. Uno dei più antichi esempi di scrittura in Giappone è ampiamente attribuito ai kanji 田 trovati su ceramiche nel sito archeologico di Matsutaka nella prefettura di Mie e risalenti alla fine del II secolo.
Ta (田) è usato come parte di molti toponimi e di molti cognomi. La maggior parte di questi luoghi sono in qualche modo legati alle risaie e, in molti casi, si basano sulla storia di un luogo particolare. Ad esempio, dove un fiume attraversa un villaggio, il luogo a est del fiume può essere chiamato Higashida (東田), letteralmente "risaia est". Un luogo con una risaia appena irrigata, specialmente quelle realizzate durante o dopo il periodo Edo, può essere chiamato Nitta o Shinden (entrambi 新田), "nuova risaia". In alcuni luoghi, laghi e paludi erano paragonati a una risaia e venivano chiamati con ta, come Hakkōda (八甲田).
Oggi, molti cognomi hanno ta come componente, una pratica che può essere in gran parte attribuita a un editto governativo del primo periodo Meiji che richiedeva a tutti i cittadini di avere un cognome. Molti scelsero un nome in base ad alcune caratteristiche geografiche associate alla loro residenza o occupazione, e poiché quasi tre quarti della popolazione erano agricoltori, molti crearono cognomi utilizzando ta. Alcuni esempi comuni sono Tanaka (田中), che letteralmente significa "nella risaia"; Nakata (中田), "risaia centrale;" Kawada (川田), "risaia del fiume"; e Furuta (古田), "vecchia risaia".
Dal 2009 circa, il consumo di riso in Giappone è diminuito e molti coltivatori di riso sono sempre più anziani. Il governo ha sovvenzionato la produzione di riso sin dagli anni ’70 e favorisce politiche protezionistiche riguardo al riso importato più economico.

### Corea
I terreni coltivabili nelle piccole pianure alluvionali della maggior parte delle valli fluviali rurali della Corea del Sud sono dedicati all'agricoltura nelle risaie. Gli agricoltori valutano le risaie per eventuali riparazioni necessarie a febbraio. I campi possono essere ricostruiti e le brecce nel bacino possono essere riparate. Questo lavoro viene svolto fino a metà marzo, quando il clima primaverile più caldo consente all'agricoltore di acquistare o coltivare piantine di riso. Vengono trapiantati (di solito tramite trapiantatrice di riso) dall'interno in risaie appena allagate a maggio. Gli agricoltori si prendono cura delle loro risaie durante l'estate fino al periodo di Chuseok, una festa tradizionale che si tiene il 15 agosto del calendario lunare (circa metà settembre del calendario solare). La raccolta inizia ad ottobre. Coordinare il raccolto può essere difficile perché molti agricoltori coreani hanno piccole risaie in diverse località intorno ai loro villaggi e le moderne macchine per la raccolta sono talvolta condivise tra i membri della famiglia allargata. Gli agricoltori sono soliti essiccare i chicchi raccolti al sole prima di portarli al mercato.
Il carattere Hanja per "campo", jeon (coreano: 전; Hanja: 田), si trova in alcuni nomi di luoghi, in particolare in piccole città e villaggi agricoli. Tuttavia, il termine coreano specifico per 'paddy' è una parola puramente coreana, "non" (coreano: 논).

### Madagascar
In Madagascar, il consumo medio annuo di riso è di 130 kg pro capite, uno dei più grandi al mondo.
Secondo uno studio del 1999 dell’UPDRS/FAO:
La maggior parte del riso è legato all'irrigazione (1.054.381 ha). La scelta dei metodi di condizionamento delle prestazioni è determinata dalla varietà e dal controllo della qualità dell'acqua.
Il tavy (debbio) è tradizionalmente la coltura del riso degli altipiani allagato in seguito all'incendio della foresta pluviale naturale disboscata (135.966 ettari). Criticata come causa della deforestazione, la tavy è ancora ampiamente praticata dagli agricoltori del Madagascar, che trovano un buon compromesso tra rischi climatici, disponibilità di manodopera e sicurezza alimentare.
Per estensione, la tanety, che letteralmente significa “collina”, è anche la coltivazione del riso di montagna, effettuata sui pendii erbosi disboscati per la produzione di carbone (139.337 ettari).
Tra le tante varietà, il riso del Madagascar comprende: Vary lava - un riso traslucido a chicco lungo e grosso, considerato un riso di lusso; Vary Makalioka - un riso traslucido a grani lunghi e sottili; Vary Rojofotsy - riso a chicco mezzo lungo; e Vary mena, o riso rosso, esclusivo del Madagascar.

### Malesia
Le risaie si trovano nella maggior parte degli stati della penisola malese, con la maggior parte dei campi situati negli stati settentrionali come Kedah, Perlis, Perak e Penang. Si trovano anche sulla costa orientale della Malesia, nel Kelantan e nel Terengganu. Anche lo stato centrale del Selangor ha la sua buona dose di risaie, soprattutto nei distretti di Kuala Selangor e Sabak Bernam.
Prima che la Malesia diventasse fortemente dipendente dalla produzione industriale, le persone erano principalmente coinvolte nell’agricoltura, in particolare nella produzione di riso. Era per questo motivo che le persone solitamente costruivano le loro case vicino alle risaie. Il peperoncino molto piccante che viene spesso consumato in Malesia, il Thai pepper, è chiamato localmente cili padi, letteralmente "peperoncino della risaia". Sono state riportate alcune ricerche relative al riso di pianura pluviale nel Sarawak.

### Birmania
Il riso viene coltivato in Myanmar principalmente in tre aree: il delta dell'Irrawaddy, l'area lungo e il delta del fiume Kaladan e le pianure centrali attorno a Mandalay, sebbene negli ultimi anni si sia registrato un aumento della coltivazione del riso nello stato Shan e nello stato Kachin. Fino alla fine degli anni '60, il Myanmar era il principale esportatore di riso. Definito il paniere del riso del sud-est asiatico, gran parte del riso coltivato in Myanmar non fa affidamento su fertilizzanti e pesticidi, quindi, sebbene "biologico" in un certo senso, non è stato in grado di far fronte alla crescita della popolazione e ad altre economie del riso che utilizzavano fertilizzanti.
Il riso viene ora coltivato in tutte e tre le stagioni del Myanmar, anche se principalmente nella stagione dei monsoni, da giugno a ottobre. Il riso coltivato nelle aree del delta dipende fortemente dall'acqua del fiume e dai minerali sedimentati delle montagne settentrionali, mentre il riso coltivato nelle regioni centrali richiede l'irrigazione del fiume Irrawaddy.
I campi vengono lavorati quando arrivano le prime piogge – tradizionalmente misurate 40 giorni dopo Thingyan, il Capodanno birmano – intorno all'inizio di giugno. Nei tempi moderni vengono utilizzati i trattori, ma tradizionalmente venivano impiegati i bufali. Le piante di riso vengono piantate in vivaio e poi trapiantate a mano nei campi preparati. Il riso viene poi raccolto a fine novembre, "quando il riso si piega con l'età". La maggior parte della semina e della raccolta del riso viene effettuata a mano. Il riso viene poi trebbiato e conservato, pronto per i mulini.

### Nepal

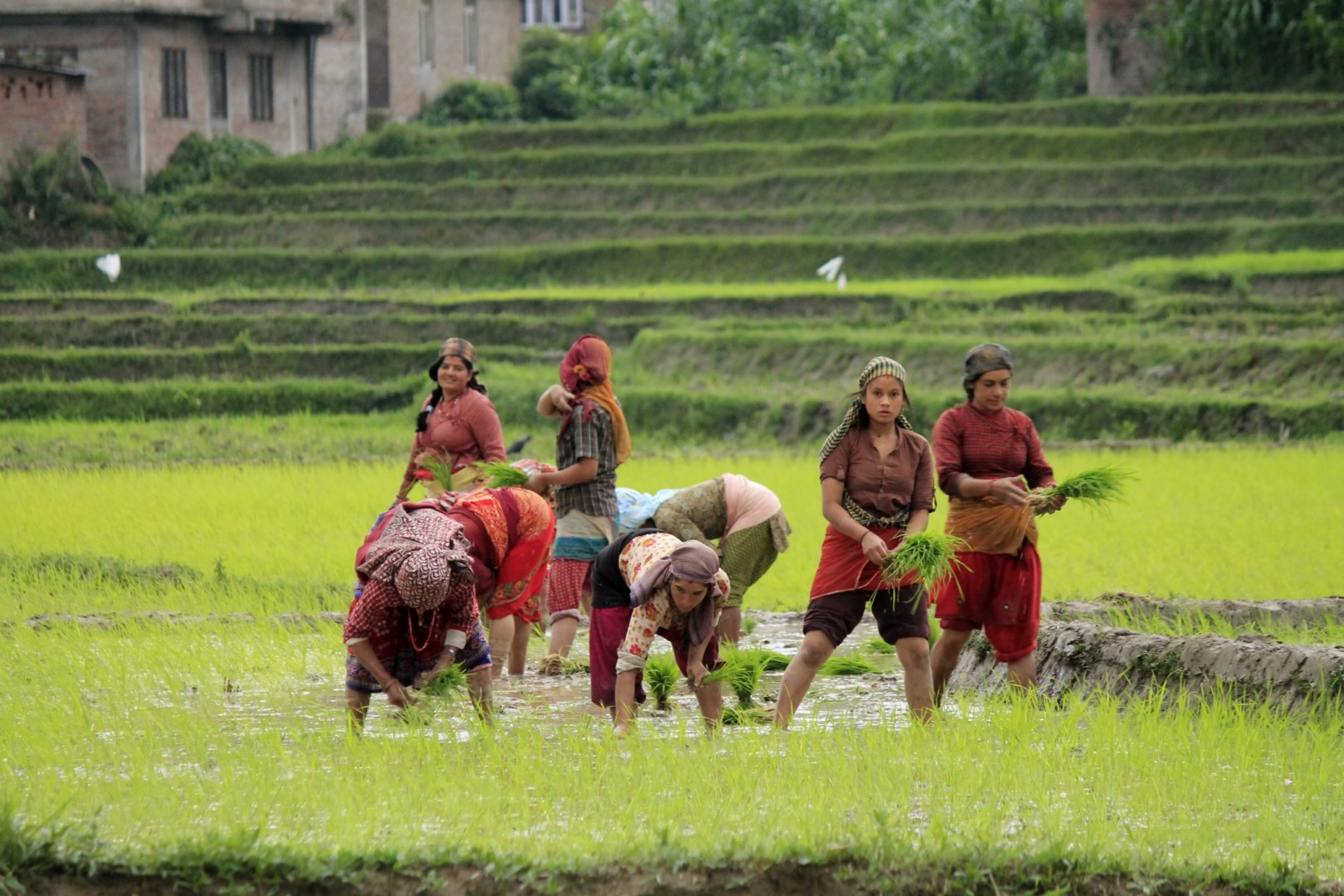
Donne che piantano riso in Nepal.

In Nepal, il riso (nepalese: धान, Dhaan) viene coltivato nel Terai e nelle regioni collinari. Viene coltivato principalmente durante il monsone estivo in Nepal.

### Filippine
Le risaie sono uno spettacolo comune nelle Filippine. Esistono diverse vaste risaie nelle province di Ifugao, Nueva Ecija, Isabela, Cagayan, Bulacan, Quezon e altre province. Nueva Ecija è considerata la principale provincia di coltivazione del riso delle Filippine e il principale produttore di cipolle nel comune di Bongabon, nel sud-est asiatico. Attualmente è la nona provincia più ricca del paese.
Le terrazze di riso di Banaue sono un esempio di risaie nel paese. Si trovano a Banaue, nel nord di Luzon, nelle Filippine e furono costruiti dagli Ifugao 2.000 anni fa. Ruscelli e sorgenti trovati in montagna venivano sfruttati e incanalati in canali di irrigazione che scorrono a valle attraverso le terrazze di riso. Altre risaie filippine degne di nota sono le terrazze di riso Batad, le terrazze di riso Bangaan, le terrazze di riso Mayoyao e le terrazze di riso Hapao.
Situate a Barangay Batad a Banaue, i terrazzamenti di riso Batad hanno la forma di un anfiteatro e possono essere raggiunte con un percorso di 12 chilometri dal Banaue Hotel e un'escursione di 2 ore in salita attraverso sentieri di montagna. Le terrazze di riso Bangaan ritraggono la tipica comunità Ifugao, dove le attività di sostentamento si svolgono all'interno del villaggio e dei suoi dintorni. Le terrazze di riso Bangaan sono accessibili con un viaggio di un'ora da Poblacion, Banaue, quindi con un cammino di 20 minuti fino al villaggio. Può essere visto meglio dalla strada per Mayoyao. Le terrazze di riso di Mayoyao si trovano a Mayoyao, a 44 chilometri da Poblacion, Banaue. La città di Mayoyao si trova in mezzo a queste terrazze di riso. Tutte le dighe sono a più livelli con pietre piatte. Le terrazze di riso Hapao si trovano a 55 chilometri dalla capitale Lagawe. Altre terrazze di riso Ifugao con muri in pietra si trovano nel comune di Hungduan.

### Sri Lanka
La storia della coltivazione della risaia nello Sri Lanka risale a più di 2000 anni fa. I resoconti storici dicono che lo Sri Lanka è considerato la "risaia dell'est" perché produceva una quantità eccessiva di riso. La coltivazione della risaia è presente in tutta l'isola e ad essa sono destinati notevoli terreni. Sia le zone umide dell'entroterra che quelle del paese basso utilizzano la coltivazione della risaia. La maggior parte delle risaie si trova nella zona secca e per la coltivazione vengono utilizzati speciali sistemi di irrigazione. Il serbatoio di stoccaggio dell'acqua chiamato "Wewa" facilita l'approvvigionamento idrico delle risaie durante il periodo di coltivazione. L'agricoltura nello Sri Lanka dipende principalmente dalla produzione di riso. Lo Sri Lanka a volte esporta riso nei paesi vicini. Nello Sri Lanka circa 1,5 milioni di ettari di terreno sono coltivati a risaia nel maha 2008/2009: il 64% dei quali è coltivato durante la stagione secca e il 35% coltivato durante la stagione delle piogge. Nello Sri Lanka circa 879.000 famiglie di agricoltori sono impegnate nella coltivazione della risaia. Costituiscono il 20% della popolazione del paese e il 32% dell'occupazione.

### Thailandia
La produzione di riso in Thailandia rappresenta una parte significativa dell'economia tailandese. Utilizza oltre la metà della superficie coltivabile e della forza lavoro in Thailandia.
La Thailandia ha una forte tradizione nella produzione del riso. Possiede la quinta più grande superficie utilizzata per la coltivazione del riso nel mondo ed è il più grande esportatore mondiale di riso. La Thailandia ha in programma di aumentare ulteriormente la sua terra disponibile per la produzione di riso, con l'obiettivo di aggiungere 500.000 ettari ai 9,2 milioni di ettari di aree di coltivazione del riso già coltivate. Il Ministero dell'Agricoltura tailandese prevedeva che la produzione di riso avrebbe fruttato circa 30 milioni di tonnellate per il 2008. Il ceppo di riso più prodotto in Thailandia è il riso jasmine, che ha un tasso di rendimento significativamente inferiore rispetto ad altri tipi di riso, ma normalmente vale anche più del doppio del prezzo di altri ceppi in un mercato globale.

### Vietnam
Le risaie in Vietnam (ruộng o cánh đồng in vietnamita) rappresentano l'uso del territorio predominante nella valle del Fiume Rosso e nel delta del Mekong. Nel delta del fiume Rosso, nel nord del Vietnam, il controllo delle piene stagionali dei fiumi è assicurato da un'estesa rete di dighe che nel corso dei secoli ammonta a circa 3.000 km. Nel delta del Mekong, nel Vietnam meridionale, esiste un sistema di canali di drenaggio e irrigazione intrecciati che è diventato il simbolo di quest'area. I canali fungono inoltre da vie di trasporto, consentendo agli agricoltori di portare i loro prodotti sul mercato. Nel Vietnam nordoccidentale, i tailandesi costruirono la loro "cultura della valle" basata sulla coltivazione del riso glutinoso piantato nei campi montani, richiedendo il terrazzamento dei pendii.
La festa principale legata al ciclo agrario è "lễ hạ điền" (letteralmente "discesa nei campi") che si tiene come inizio della stagione della semina nella speranza di un raccolto abbondante. Tradizionalmente l'evento veniva officiato con grande sfarzo. Il monarca effettuò l'aratura rituale del primo solco mentre i dignitari locali e gli agricoltori seguivano l'esempio. Thổ địa (divinità della terra), thành hoàng làng (lo spirito protettore del villaggio), Thần Nông (dio dell'agricoltura) e thần lúa (dio delle piante di riso) erano tutti venerati con preghiere e offerte.
Nel vietnamita colloquiale, la ricchezza è spesso associata alla vastità delle proprietà terriere dell'individuo. Risaie così grandi da far sì che "le cicogne volino con le ali spiegate" ("đồng lúa thẳng cánh cò bay") possono essere interpretate come una metafora comune.

## Ecologia
Le risaie sono una delle principali fonti di metano atmosferico, poiché si stima che contribuiscano tra 50 e 100 milioni di tonnellate di gas all'anno. Gli studi hanno dimostrato che questo può essere ridotto in modo significativo aumentando allo stesso tempo la resa dei raccolti drenando le risaie per consentire al terreno di aerarsi per interrompere la produzione di metano. Gli studi hanno inoltre dimostrato la variabilità nella valutazione delle emissioni di metano utilizzando fattori locali, regionali e globali e richiedono una migliore inventariazione basata su dati a livello micro.

## Tipologie particolari di risaie

### Risaia coltivata insieme ad anatre

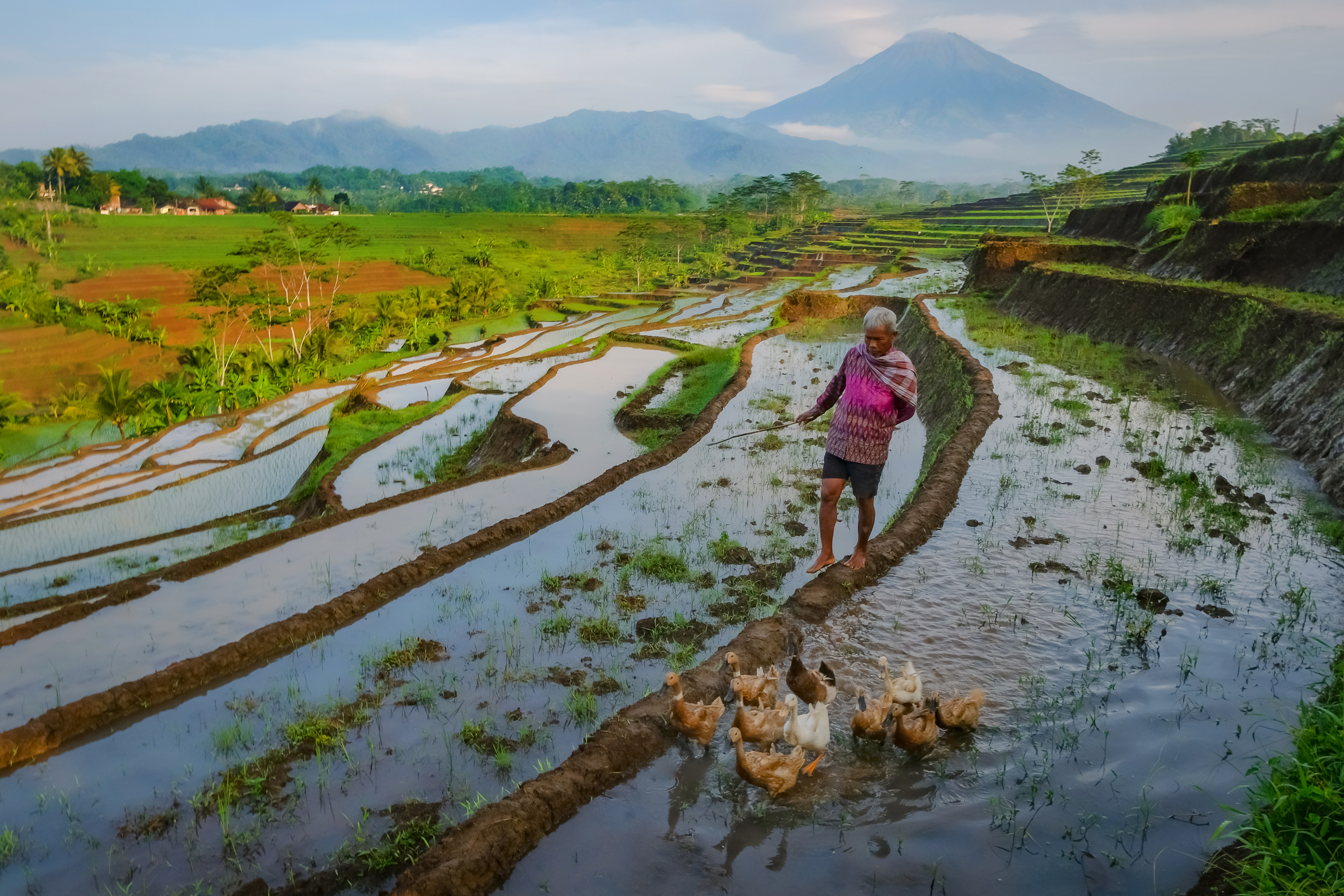
Un contadino pascola le sue anatre nelle risaie di Ngendrosari, Kajoran, Magelang, Giava Centrale.

Il rice-duck farming è la pratica policulturale di allevare anatre e coltivare riso sulla stessa terra. Esiste da secoli in diverse forme nei paesi asiatici tra cui Cina, Indonesia e Filippine. La pratica è vantaggiosa poiché produce raccolti sia di riso che di anatre. I due sono inoltre sinergici, poiché il riso trae vantaggio dall'essere diserbato e fecondato dalle anatre e dall'eliminazione dei parassiti, mentre le anatre beneficiano del cibo disponibile nelle risaie, comprese le erbacce e i piccoli animali.

### Risaia coltivata insieme al pesce

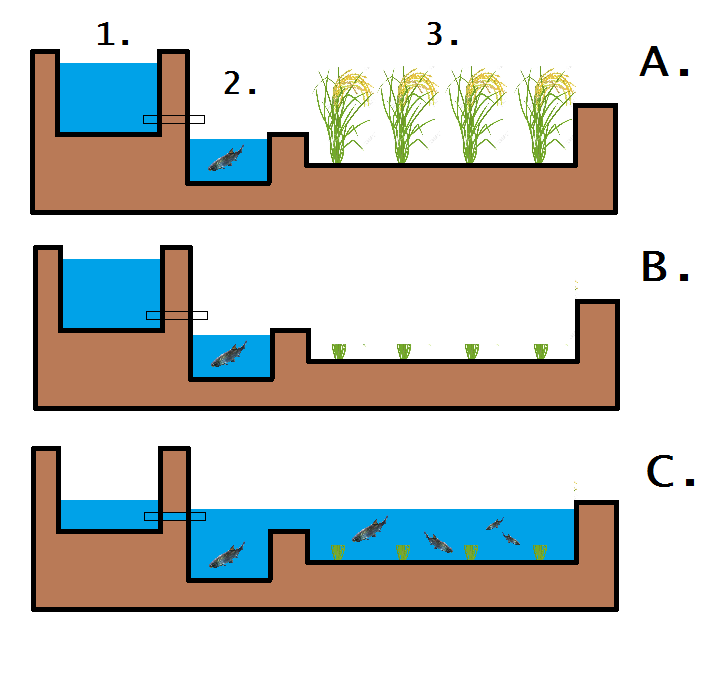
Progettazione di un sistema riso-pesce con canali. A: Prima della raccolta B: Dopo la raccolta C: Ri-allagamento

Un sistema riso-pesce è una pratica di policoltura che integra l’agricoltura del riso con l’acquacoltura, più comunemente con pesci d’acqua dolce. Questa pratica è molto apprezzata in quanto è stata una delle prime ad essere considerata un “Sistema del patrimonio agricolo di importanza globale” secondo la FAO-GEF (Global Environment Facility). Si basa su una relazione simbiotica reciprocamente vantaggiosa tra riso e pesce che si sviluppa quando introdotti nello stesso ecosistema.
Si ritiene che la coltivazione simultanea di riso e pesce risalga a oltre 2.000 anni fa. Antichi modelli in argilla di risaie, contenenti modelli in miniatura di pesci come la carpa comune, sono stati trovati nelle tombe della dinastia Han in Cina. Il sistema ha avuto origine da qualche parte nell'Asia continentale come in India, Thailandia, Vietnam settentrionale e Cina meridionale. La pratica probabilmente è iniziata in Cina da quando furono i primi praticanti dell'acquacoltura.
Un primo studio, condotto nella provincia di Jiangsu nel 1935, scoprì che coltivare carpa nera (Mylopharyngodon piceus), carpa erbivora, carpa argentata e carpa comune insieme al riso era benefico.

### Sistema dell'acqua profonda

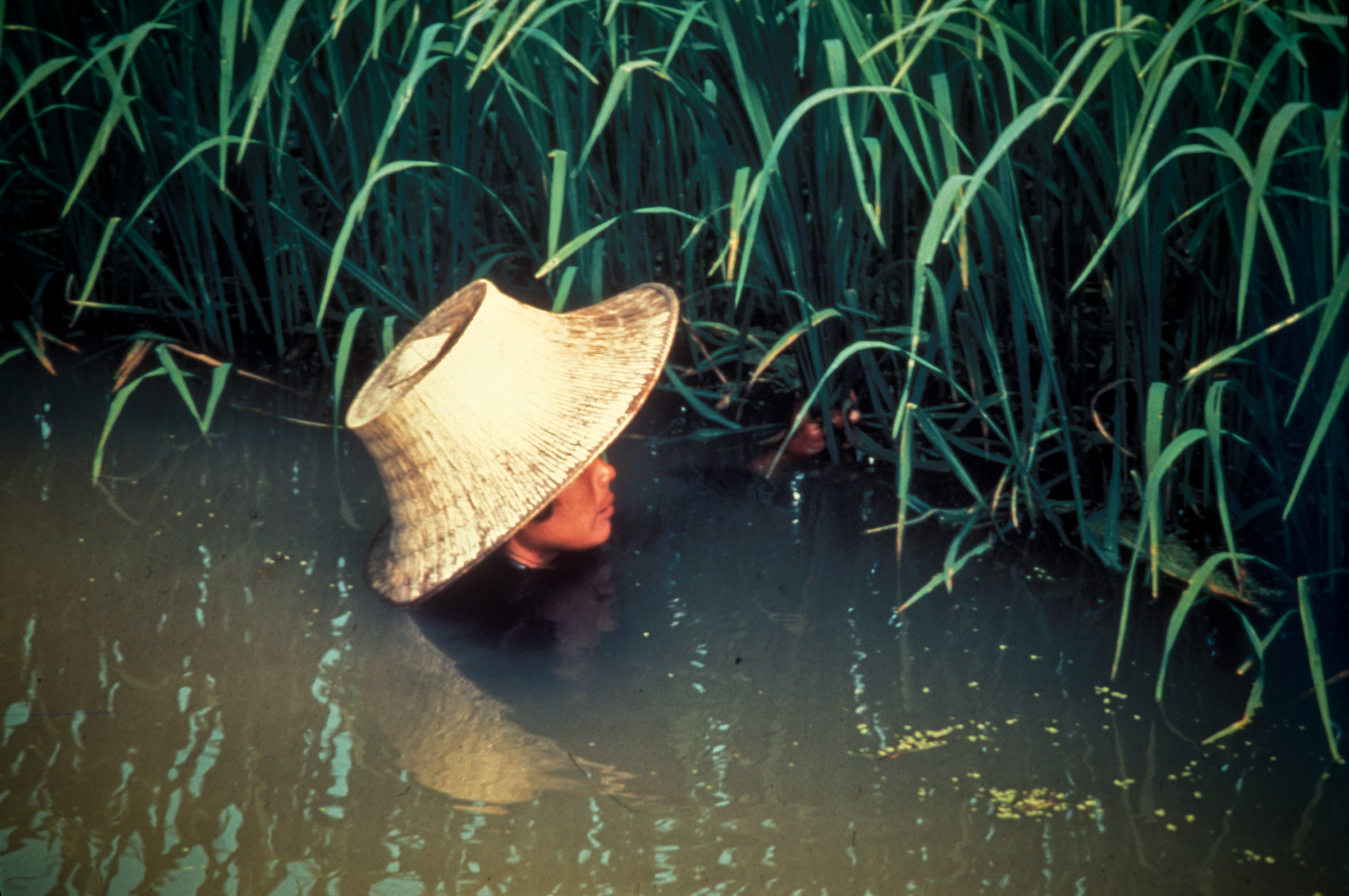
Un agricoltore che ispeziona un raccolto di riso in acque profonde.

Il riso in acqua profonda (Deepwater rice) è una varietà di riso coltivata in condizioni di allagamento con acqua profonda più di 50 cm (20 pollici) per almeno un mese. Più di 100 milioni di persone nel sud-est asiatico, inclusa l’India nord-orientale, fanno affidamento sul riso delle acque profonde per il loro sostentamento. Esistono varietà di riso coltivate a una profondità compresa tra 50 e 100 cm (20 e 39 pollici) e sono sviluppate per essere più alte e avere foglie più lunghe rispetto al riso standard. Il riso galleggiante cresce in acqua a una profondità superiore a 100 cm grazie alla sua capacità di allungamento avanzata. Ciò significa che quando un campo dove cresce il riso si allaga, la crescita accelerata negli internodi dello stelo consente alla pianta di mantenere parte del fogliame sopra l'acqua. L'O.s. indica è il principale tipo di riso coltivato in acque profonde, sebbene le varietà di O. s. japonica sono state trovate in Birmania e nelle pianure dell'Assam.